# МіГ-8
МіГ-8 (рос. МиГ-8) — радянський експериментальний літак, який створений на РЛК «МіГ» в 1945 році. Літак був спроєктований і побудований з дерева для перевірки стійкості та аеродинамічної конфігурації «Качка».

## Проєктування
Прізвисько «Качка» є посиланням на його невеликі передні крила. Роботи над експериментальною машиною почалися в лютому 1945 р. У проєктуванні «Качки» активну участь брали Н. І. Андріанов, Н. З. Матюк, К. В. Пеленберг, Я. І. Селецкій і А. А. Чумаченко. За розрахунками МіГ-8 повинен був мати максимальну швидкість 240 км/год, що підтвердила продування його моделі в аеродинамічній трубі Т-102 ЦАГІ. Однак внаслідок неможливості отримання в трубі Т-102 точних характеристик літака у відношенні його поведінки в критичних режимах, фахівці ЦАГІ рекомендували перші польоти проводити з встановленими кінцевими фіксованими передкрилками, що мають розмах не менше розмаху елеронів. У висновку про можливість першого польоту (в частині аеродинаміки), складеним інженером лабораторії ЦАГІ В. Н. Матвеевим, було відзначено, що вихід на критичні режими в процесі випробувань літака слід уникати, оскільки щодо штопорних властивостей схема «Качка», на його думку, була дуже неблагополучною.
Проєкт був призначений для випробування літаків з великою стрілоподібністю крила. Передбачалося, що така схема дозволить відсунути максимальну швидкість флатера. Крім того, штовхає гвинт давав можливість перевірити керованість на малих швидкостях при відсутності обдування крила гвинтом, вивчити керованість на землі, питання зльоту і посадки в умовах відсутності обдування гвинтом органів управління.
Проблемою при створені цього літака був поширений на той час двигун М-11, який мав повітряне охолодження. Він розташовувався за кабіною, тому виникли труднощі з забезпеченням його оптимальним температурним режимом.

## Випробування
Перший політ на літаку МіГ-8 «Качка» виконав 13 серпня 1945 року льотчик-випробувач А. І. Жуков. Провідним інженером з випробувань призначили Е. Ф. Нащеиша. Перший етап льотних випробувань головним чином включав у себе вивчення стійкості та керованості літака, проходив у ЛДІ НКАП в період з 28 серпня по 11 вересня 1945.
Випробування на стійкість показали, що літак під час центрування на 28% володіє задовільною поздовжньою стійкістю. За рекомендацією ЦАГІ для приведення у відповідність шляховий і поперечної стійкості крилу додали зворотне поперечне V в 1°, а кінцеві шайби розгорнули на 10° верхніми кінцями всередину крила. Крім того, для зрівнювання ступеня стійкості з фіксованим і вільним кермом у носок керма висоти поставили вантаж, що створює постійне зусилля на ручці пілота близько 1 кг. За результатами першого етапу випробувань фахівці ЛДІ також дали рекомендації з доопрацюванням літака.
14 лютого 1946 доопрацьований літак вивели на заводський аеродром. Контрольний політ (21 лютого) показав, що температура масла мотора через знятих обтічників не підіймається вище 20° C. У зв'язку з цим на головки циліндрів знову встановили обтічники, але при наступному польоту виявилось, що температура масла перевищила норму і літак відправили на доопрацювання.
Коли закінчили налагодження в літаку температурного режиму, його 3 березня 1946 перегнали з заводського аеродрому в ЛДІ НКАП для продовження випробувань. Другий етап включав в себе вивчення штопорних властивостей літака. Під час випробувань крило знову піддали доопрацюванню: були встановлені закінцівки крила з великим негативним кутом поперечного V і зняті предкрилки. Також, випробування дали змогу вивчити керованість літака на землі, питання зльоту і посадки (захід на друге коло) в умовах відсутності обдування гвинтом органів управління. Це дало можливість у проєктуванні наступних винищувачів з реактивними двигунами МіГ-9 і МіГ-15. Після випробувань, програма яка повністю була виконана в травні 1946 р., МіГ-8 «Качка» використовувався як зв'язковий і транспортний літак ДКБ. За весь час експлуатації літака не було жодної аварії.
За своєю схемою літак представляв підкісний високоплан з триколісним шасі.
Каркас фюзеляжу був виконаний із соснових брусків, мав фанерну обшивку. Вхідні двері розташували на лівому борту фюзеляжу. Кабіна закритого типу, в якій розміщувався пілот і два пасажири, мала хороше скління, яке забезпечувало прекрасний огляд як вперед, так і в сторони. Носова частина закінчувалася балкою зі встановленим горизонтальним оперенням. Хвостова частина переходила в моторний відсік, який закінчувався коком гвинта.

## Технічні характеристики

### Загальні особливості
- Екіпаж: 1 (2)
- Довжина: 7 м
- Розмах крила : 9,5 м
- Висота: 2,48 м
- Площа крила: 15 м ²
- Профіль крила: Кларк YH
- Маса порожнього: 746 кг
- Повна маса: 1009 кг
- Місткість паливного бака: 195 л
- Силова установка : 1 × зіркоподібний М-11
- Гвинти: 2-лопатеві 2,36 м у діаметрі

### Продуктивність
- Максимальна швидкість: 215 км/год
- Діапазон: 500 км
- Практична стеля: 5 200 м